# Alslev
 For alternative betydninger, se Alslev (flertydig). (Se også artikler, som begynder med Alslev)
Alslev er en by i Sydvestjylland med 1.331 indbyggere  (2024). Alslev er beliggende syv kilometer syd for Varde og 15 kilometer nord for Esbjerg. Byen tilhører Varde Kommune og er beliggende i Region Syddanmark.
Den hører til Alslev Sogn, og Alslev Kirke samt Alslev Skole ligger i byen.